# Akihito vanuatu
Az Akihito vanuatu a csontos halak (Osteichthyes) főosztályának a sugarasúszójú halak (Actinopterygii) osztályába, ezen belül a sügéralakúak (Perciformes) rendjébe, a gébfélék (Gobiidae) családjába és a Sicydiinae alcsaládjába tartozó faj.
Az Akihito halnem típusfaja.

## Előfordulása
Az Akihito vanuatu előfordulási területe a Csendes-óceán egyik szigetén van. Ez a gébfaj a Vanuatu sziget endemikus hala.

## Megjelenése
E halfaj hímje 4,3, míg a nősténye 3,9 centiméter hosszú. A hátúszóján 7 tüske és 10 sugár, míg a farok alatti úszóján 1 tüske és 10 sugár ül. A nőstény szájának elülső részén kis, mozgatható, háromszög alakú fogak ülnek; egyes példányok esetében 1 szemfogszerű fog is található. A fiatal hím szájában a kis, háromszög alakú fogak mögött, kúp alakú fogak is vannak, míg a kifejlett hím esetében csak a visszahajló szemfogak maradnak meg. A második hátúszó és farok alatti úszó közötti pikkelyek inkább magasabbak, mint hosszabbak; továbbá a hímek pikkelyei nagyobbak, mint a nőstényeké.

## Életmódja
Trópusi halfaj, amely főleg a szigeten található tiszta vizű patakok fenekén él. De esőzéskor leúszhat a tengerbe és vissza. Felnőtt példányok 300 méter magasban is fellelhetők. Az eddigi felboncolt halakban vízi rovarokat és rákokat találtak.